# Aceto balsamico

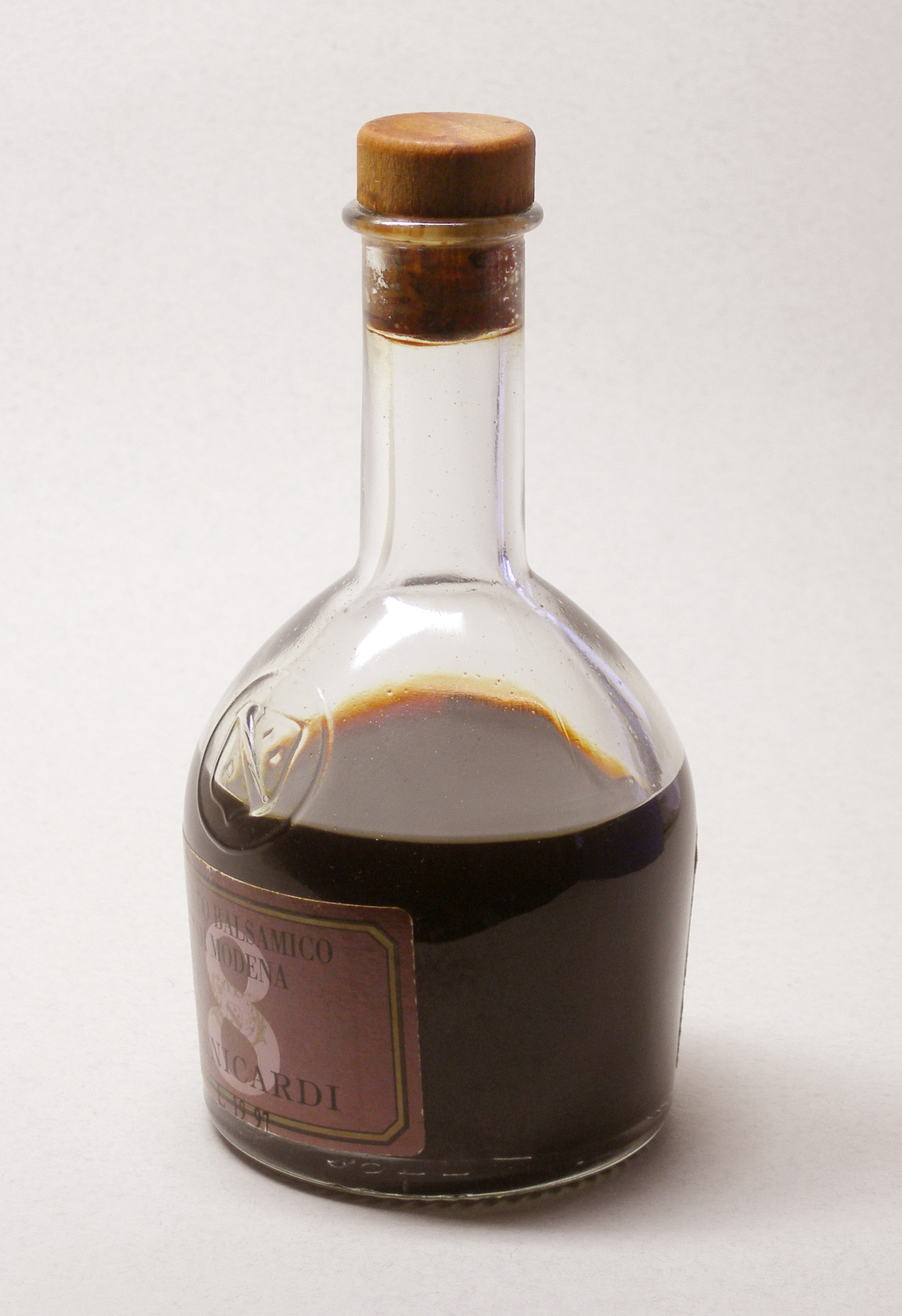
Acht Jahre alter Aceto balsamico

Aceto balsamico oder Balsamico-Essig ist ein Essig aus der italienischen Provinz Modena oder der Provinz Reggio Emilia. Er zeichnet sich durch eine dunkelbraune Farbe und einen süßsauren Geschmack aus. Der Name verweist auf den wohlriechenden Charakter (Balsam bedeutet „Wohlgeruch“) dieses Essigs.
Bei Balsamessig ist zwischen dem nach traditioneller Art hergestellten „Aceto Balsamico Tradizionale di Modena“ oder „Aceto Balsamico Tradizionale di Reggio Emilia“ und dem Massenprodukt „Aceto Balsamico di Modena“ zu unterscheiden. In Deutschland produzierter Balsamessig muss nicht zwingend aus Traubenmost hergestellt sein, sondern kann auch aus Obst, Getreide oder anderen vergärungsfähigen Grundstoffen bestehen. Er darf aber keine der geschützten Bezeichnungen verwenden.

## Herstellung von „Balsamico Tradizionale“

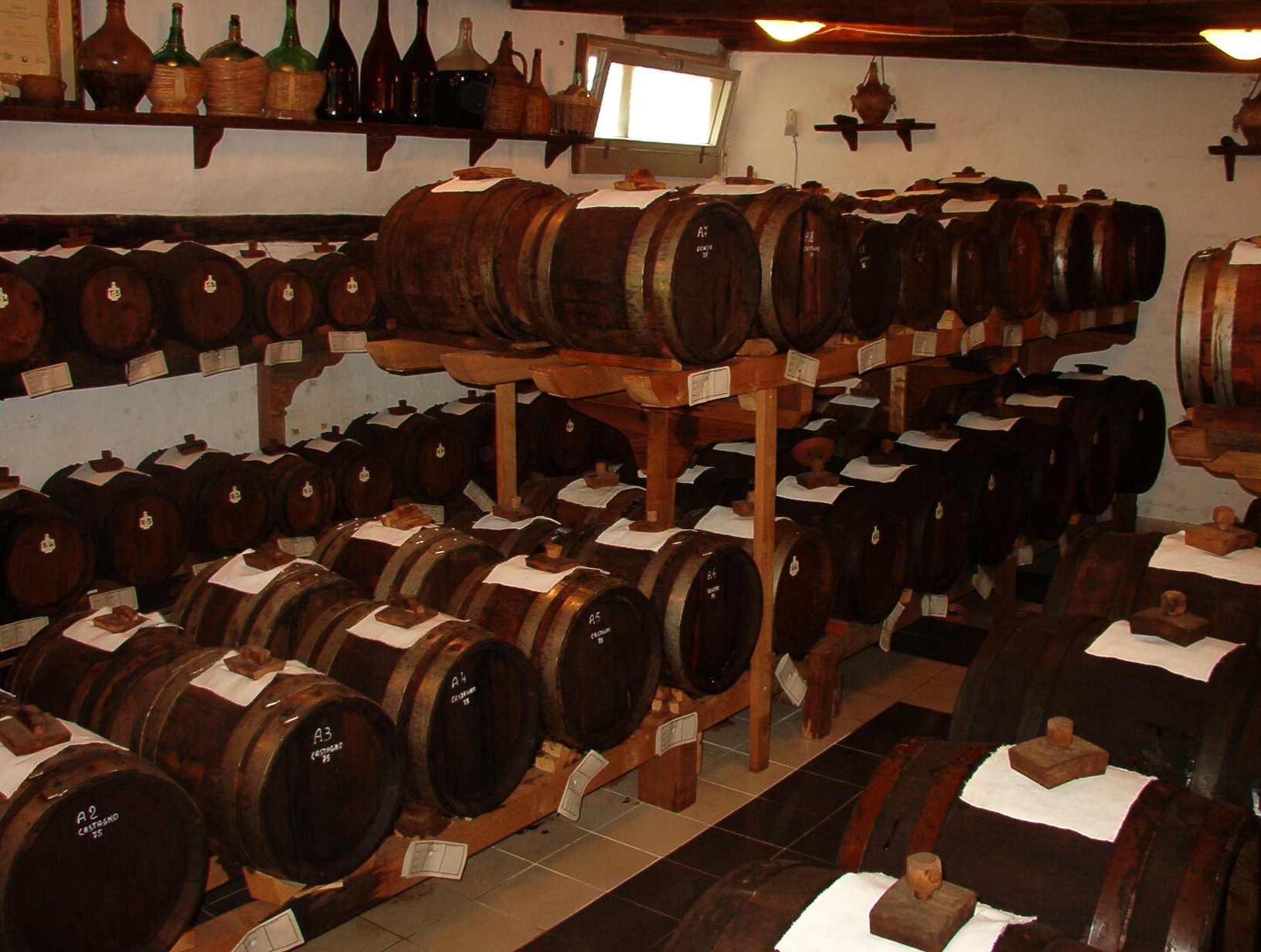
Lagerung in Holzfässern

Der Most von spätgelesenen (weißen) Trebbiano- oder Lambrusco-Trauben wird durch Kochen eingedickt, so dass nur noch ca. 30–70 % übrig bleiben. Erlaubt sind noch fünf weitere Weißwein-Rebsorten. Dabei findet keine alkoholische Gärung statt. Der Sirup wird gefiltert, und ihm wird ein Anteil mindestens zehn Jahre alten Balsamessigs sowie ein 12%iger Anteil frischen Weins zur Vergärung zugesetzt. Anschließend wird das Erzeugnis jeweils über mehrere Monate in verschiedenen Holzfässern gelagert. Dieser Prozess dauert viele Jahre, und der Essig wird durch Verdunstung des Wassers im Holzfass konzentrierter. Je älter der Essig, desto dickflüssiger wird er. Die verschiedenen Holzarten und die Fermentation verleihen dem Balsamico seinen eigentümlichen Geschmack und seine Farbe. Die Reihenfolge der Holzarten (Eiche, Edelkastanie, Vogel-Kirsche, Esche und Maulbeere) spielt dabei eine wichtige Rolle. Es muss stets Luft in den Fässern bleiben, und die Fässer werden durch Lagerung auf Dachböden starken Temperaturschwankungen ausgesetzt: Die große Hitze im Sommer sorgt für weitere Reduzierung, und die Kälte im Winter fällt Trübstoffe aus. Stets wird dem jüngeren ein Anteil des älteren Essigs hinzugefügt. Aufgrund dieser Rezirkulierung und der jahrelangen Eindickung bleibt am Ende nur noch eine relativ kleine Menge (je länger die Lagerungsdauer, desto kleiner die Menge) übrig.
Der Herstellungsprozess des echten Balsamico ist sehr störanfällig: Die Bakterienkultur (die sogenannte madre dell’aceto ‚Essigmutter‘), die für die Fermentation verantwortlich ist, kann durch Insekten oder durch Infektion mit anderen Bakterien zerstört werden. So kann die Herstellung des Balsamessigs für längere Zeit unterbrochen werden, da alle infizierten Fässer entleert und sterilisiert werden müssen.

## Rechtliche Vorgaben
Die Vorgaben entstammen der „Eintragung einer Bezeichnung in das Verzeichnis der geschützten Ursprungsbezeichnungen und der geschützten geografischen Angaben (Aceto Balsamico di Modena (g.g.A))“
- Der Säuregehalt muss mindestens sechs Prozent betragen; diese Säure darf ausschließlich aus Wein und nicht aus anderen pflanzlichen Rohstoffen stammen.
- Als Zusatz ist ausschließlich Karamell zulässig, um die Farbe zu stabilisieren.
- Die oben beschriebene Herstellung darf ausschließlich in den Provinzen Modena oder Reggio Emilia erfolgen. Die Abfüllung dagegen kann auch anderswo erfolgen.
- Vorgeschrieben ist eine mindestens 60 Tage währende Reifezeit.
- Aceto balsamico Tradizionale di Modena darf nur aus eingedicktem Traubensaft hergestellt werden. Die Trauben hierfür dürfen nur aus den beiden genannten Regionen stammen.

## Verkaufsbezeichnungen

### Aceto Balsamico di Modena

Das EU-Gemeinschaftszeichen für Produkte mit geschützter geografischer Angabe (g.g.A.).

Der Begriff Aceto Balsamico di Modena ist eine „Geschützte geographische Angabe (g.g.A.)“. Die Bezeichnung „Aceto Balsamico di Modena“ darf auch von Herstellern aus der Provinz Reggio Emilia verwendet werden, die Bezeichnung „Aceto Balsamico di Reggio Emilia“ existiert nicht. 
Es werden auch Essige mit der Bezeichnung Aceto Balsamico ohne den Zusatz „di Modena“ verkauft, was nach einem Urteil des Europäischen Gerichtshofs rechtlich zulässig ist.
Oft wird in Supermärkten Balsamico verkauft, der zwar Ähnlichkeit mit dem „Aceto Balsamico Tradizionale di Modena“ hat, jedoch eine Mischung aus gewöhnlichem Weinessig mit eingedicktem Traubenmost ist, in vielen Fällen mit Zuckercouleur braun gefärbt; bei besseren Sorten wird eine kleine Menge echter „Balsamico Tradizionale“ zugegeben. Der Begriff „Balsamico“ ist nicht geschützt und kann von jedem Essig-Hersteller verwendet werden.

### Aceto Balsamico Tradizionale
Der Aceto Balsamico Tradizionale (ABT) darf nur aus dem eingekochten Most weißer Trauben – überwiegend der Sorten Trebbiano und Sauvignon – hergestellt werden. Es werden keine Konservierungs- oder Farbstoffe hinzugefügt. Aceto Balsamico Tradizionale muss mindestens zwölf Jahre lang reifen; nach mindestens 25 Jahren Fassreifung darf er die Bezeichnung „extra vecchio“ tragen.

### Aceto Balsamico Tradizionale di Modena / Reggio Emilia
„Aceto Balsamico Tradizionale di Modena“ (ABTM) und „Aceto Balsamico Tradizionale di Reggio Emilia“ (ABT di RE) sind geschützte Ursprungsbezeichnungen und müssen daher in der betreffenden Region und nach den dort festgelegten Regeln hergestellt werden.
Für „Aceto Balsamico Tradizionale di Modena/Reggio Emilia“ gelten die gleichen Vorgaben zur Reifedauer wie für den ABT. Er darf nur verkauft werden, wenn ein Konsortium von Herstellern in Modena den Verkauf nach strengen Qualitäts- und Geschmacksprüfungen freigegeben hat. Die lange gereiften Sorten sind relativ teuer, da vor 25 Jahren der derzeitige Balsamico-Boom noch nicht abzusehen war. So kommt es, dass ein 12-jähriger Aceto Balsamico Tradizionale im Handel ca. 50 Euro pro 100 ml, und ein über 25 Jahre alter etwa 100 Euro kostet. Die charakteristische, von Giugiaro entworfene Flaschenform und eine gelb-rötliche Kapsel stehen für den 12-jährigen, eine Goldkapsel für den 25-jährigen Balsamico. Den Aceto Balsamico Tradizionale di Reggio Emilia gibt es in drei Qualitäten; als über 12 Jahre alten (rotes Etikett), als über 18 Jahre alten (silbernes Etikett) und als über 25 Jahre alten Aceto
(goldenes Etikett).

## Kennzeichen
Hochwertigen „Aceto Balsamico Tradizionale di Modena“ erkennt man am satten Schwarz. Er sollte angenehm durchdringend und intensiv aromatisch schmecken. Wenn er in einem Glas geschwenkt wird, überzieht er die Innenseite des Glases wie Sirup.

## Verwendung
In Kombination mit Olivenöl, Salz und Pfeffer entsteht mit Aceto balsamico eine feine Vinaigrette für Salat. Wegen des hohen Preises wird der „Aceto Balsamico Tradizionale di Modena“ meist sehr sparsam verwendet: Ein paar Spritzer davon über frische Erdbeeren oder Parmesan gelten als Delikatesse. Ein berühmtes Rezept in Modena und Umgebung ist Rinderfilet in Balsamicosoße. Daneben dient Balsamessig zur Herstellung von Marinaden.
Seit einigen Jahren verbreitet sich die Mode, hochwertigen Aceto balsamico unverdünnt als nicht alkoholischen Apéritif oder Digestif zu trinken.

## Verwandte Produkte
- Condimento bianco (dt.: „Weiße Würze“): Sie wird aus Weißweinessig und Traubenmostkonzentrat hergestellt und behält ihre helle Färbung, da sie bei niedrigeren Temperaturen eingedickt wird. Sie färbt daher die gewürzten Speisen nicht dunkel.
- Crema di balsamico: Eine Creme, die häufig zur Verzierung von Tellern oder Speisen verwendet wird. Sie enthält Verdickungsmittel und/oder andere Zusatzstoffe und ist daher kein reiner Aceto Balsamico.